# Zygogynum baillonii
Espèce
Zygogynum baillonii est une espèce de plantes à fleurs de la famille des Winteraceae. C'est un arbuste endémique à la Nouvelle-Calédonie.

## Description
C'est un arbuste de 8 m de haut.
Les fleurs sont blanches ou jaune teinté de pourpre ou rouges, très odorantes, solitaires et courtement pédicellées sur inflorescences partielles.

## Répartition et habitat
La plante est endémique à la partie Sud de la Grande Terre, en forêt dense humide, sur des sols d'alluvions plus ou moins érodés de substrat ultramafique.